# Блеквел Милс (Њу Џерзи)
Блеквел Милс (енгл. Blackwells Mills) насељено је место без административног статуса у америчкој савезној држави Њу Џерзи.

## Демографија
По попису из 2010. године број становника је 803.
| Група             | 2000.    | 2010.       |
| Белци             | 0 (0,0%) | 524 (65,3%) |
| Афроамериканци    | 0 (0,0%) | 88 (11,0%)  |
| Азијати           | 0 (0,0%) | 144 (17,9%) |
| Хиспаноамериканци | 0 (0,0%) | 36 (4,5%)   |
| Укупно            | 0        | 803         |